# De fortabte spillemænd
De fortabte spillemænd er en dansksproget roman fra 1950 af den færøske forfatter William Heinesen. Romanen er opbygget som en symfoni i fire satser og handler om 5 romantiske, naive og umådeholdne spillemænd, deres venner og fjender i årene omkring 1900 i en lille by, der påfaldende minder om Tórshavn.
Romanen er blevet beskrevet som «på samme tid komisk og tragisk, satirisk og sentimental. Den forener idyllen og
farcen, den er en roman som består af korte episoder og en småbyskildring, et kunstner-epos og en kriminalroman». Den er også skildret som et tidlig, nordisk eksempel på magisk realisme - og stammer fra en periode i forfatterskabet da Heinesen drejede fra 1930-ernes socialrealistiske romaner til en endnu mere fabulerende form i hans senere romaner. Fortællerstemmen holder et varmt, distanceret ironisk modus, og «fordi han aldrig slipper hverdagene af syne, overbeviser denne roman os om kunstens forløsende kraft, da den jo faktisk skildrer det godes og det skønnes kranke skæbne i en virkelighed behersket af småborgerlig købmandsfornuft og en smålig moralisme».

## Handlingen
Spillemændene er brødrene Mourits, Sirius og lille Kornelius og dertil magister Mortensen og musiklærer Boman, der får stor betydning som lærer for Orfeus. Brødrenes far, Kornelius klokker, byggede harper, som han hængte op i kirketårnet, der vinden spillede på dem. Vindharperne havde sin store andel i, at musik blev et hovedelement i brødrenes liv. Ligesom faderen kom de til kort med hensyn til de verdslige goder; de søgte alle efter det, der ligger hinsides dagligdagen.
Omkring spillemændene er der mange farverige originaler, der sammen med spillemændene glæder sig over musikken; de fleste af dem tilhører byens bundfald. Spillemændene har dog også modstandere, og Ankersen står som formand i den kristelige afholdsforening i spidsen for modstanden. Stupiditet og fanatisme, som styrer Ankersen og ondskab, repræsenteret ved Matti Gokk, har sin store andel i, at spillemændene går til grunde, den ene efter den anden, mens totalforbudet mod alkohol, som Ankersen kæmper for, slår igennem.
Humoren er aldrig langt væk i romanen, selv ikke i handlingens mørkeste stunder. Humoren er nærmest grotesk i forbindelse med den religiøse forførelse og ophidselse, som Ankersen repræsenterer. Fortællingen præges også af en hemmelighedsfuld atmosfære, gerne i forbindelse med overtro, underlige personer, kraftfulde vejrskildringer osv. Således er også bogens hovedsymbol, galionsfiguren Tarira, som følger Orfeus, hemmelighedsfuld lige til sidste slut, da han ser sin kunstnerliga kurs udstukket under bovsprydet på Albatros: da genspejles hendes liv i dagens lys, måske et tegn på, at hans higen er forvandlet til ren og skær virkelighed.